# Orluis Aular
Orluis Alberto Aular Sanabria (Nirgua, Yaracuy, 5 de noviembre de 1996) es un ciclista venezolano miembro del equipo Movistar Team.

## Palmarés
2016
- 1 etapa de la Vuelta al Táchira

2018
- 1 etapa de la Vuelta a Venezuela

2019
- 1 etapa de la Vuelta al Táchira
- Tour de Kumano,[1] más 1 etapa
- Campeonato de Venezuela Contrarreloj
- 2.º en el Campeonato de Venezuela en Ruta
- 2 etapas de la Vuelta Ciclista a Miranda
- Vuelta a Venezuela, más 5 etapas

2020
- 3.º en el Campeonato de Venezuela en Ruta
- 3.º en el Campeonato de Venezuela Contrarreloj

2022
- Clásica de Arrábida
- Vuelta al Alentejo, más 2 etapas
- 3.º en el Campeonato Panamericano Contrarreloj
- Campeonato de Venezuela Contrarreloj
- Campeonato de Venezuela en Ruta
- Juegos Suramericanos en Ruta

2023
- Clásica de Arrábida
- Vuelta al Alentejo
- Juegos Centroamericanos y del Caribe en Ruta
- Campeonato de Venezuela Contrarreloj
- Campeonato de Venezuela en Ruta
- CRO Race, más 1 etapa

2024
- 3.º en el Campeonato Panamericano Contrarreloj
- Campeonato de Venezuela Contrarreloj
- Trofeo Joaquim Agostinho, más 1 etapa
- 1 etapa del Tour de Limousin
- Trofeo Matteotti

2025
- Campeonato de Venezuela Contrarreloj
- Campeonato de Venezuela en Ruta

## Resultados en Grandes Vueltas y Campeonatos del Mundo
| Carrera         | Carrera         | 2017 | 2018 | 2019 | 2020 | 2021 | 2022 | 2023 | 2024 | 2025  |
| --------------- | --------------- | ---- | ---- | ---- | ---- | ---- | ---- | ---- | ---- | ----- |
|                 | Giro de Italia  | —    | —    | —    | —    | —    | —    | —    | —    | 101.º |
|                 | Tour de Francia | —    | —    | —    | —    | —    | —    | —    | —    | —     |
|                 | Vuelta a España | —    | —    | —    | —    | —    | —    | Ab.  | —    | —     |
| Mundial en Ruta | Mundial en Ruta | —    | —    | —    | —    | Ab.  | —    | —    | —    | —     |

—: no participa

Ab.: abandono

## Equipos
- Start-Vaxes (2017)[2]
- Start Team Gusto (2018)
- Matrix-Powertag[3] (2019)
- Caja Rural-Seguros RGA[4] (2020-2024)
- Movistar Team (2025-)